# Antonio Ruffo
Don Antonio Ruffo, prince de Scaletta (né vers 1610 probablement à Messine ou au château de Bagnara Calabra ; mort le 16 juin 1678 à Messine) est un noble du sud de l'Italie, homme d'affaires et mécène de la famille Ruffo di Calabria, qui est connu principalement pour son importante collection d'art.

## Biographie

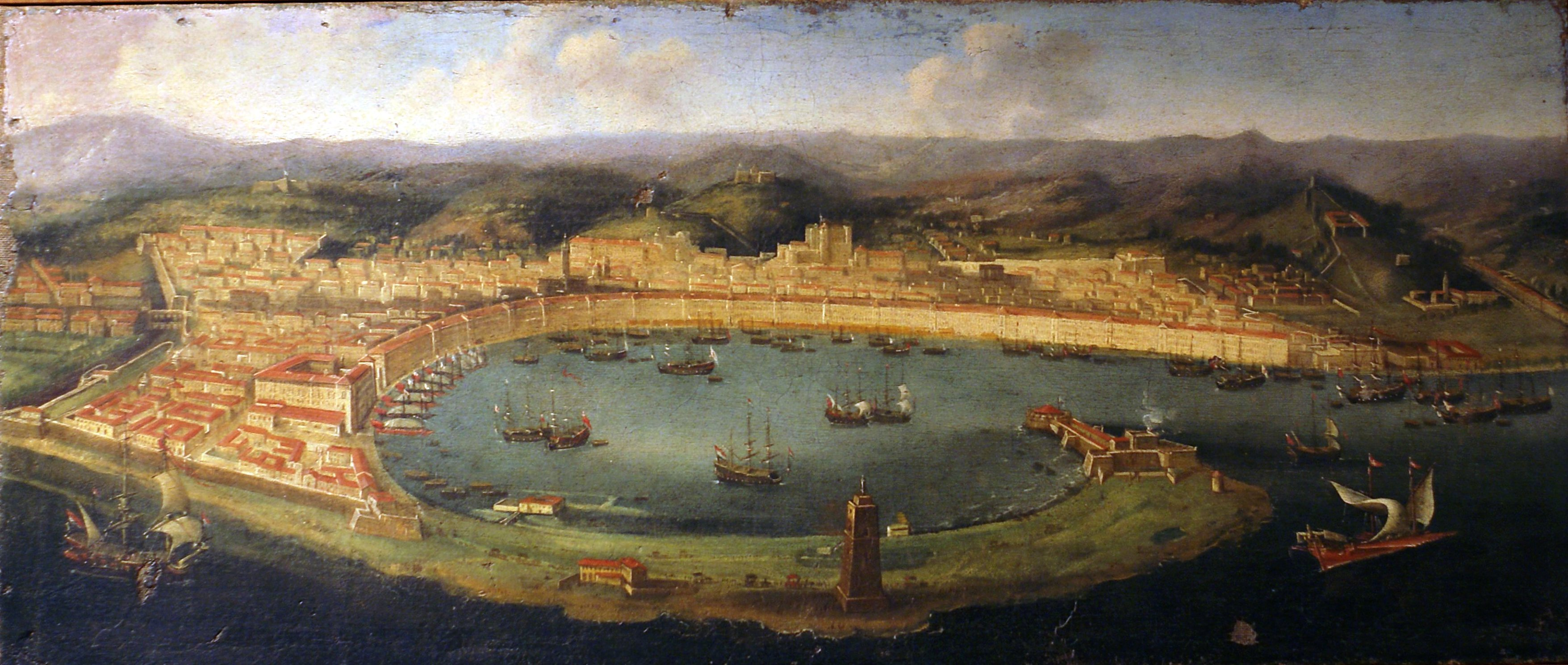
Abraham Casembroot (1593-1658), Vue du port de Messine avec la palazzata.

Antonio Ruffo est le plus jeune fils de Carlo Ruffo, duc de Bagnara, et d'Antonia Spatafora, issue d'une famille patricienne de Messine. Il est probablement né en 1610, quelques mois après la mort de son père. Il a cinq frères et sœurs aînés : le premier-né Francesco ; Flavio, qui a poursuivi une carrière dans l'Église ; Bernardo, qui est chevalier de Malte ; Pietro et Ippolita.
Le père et la mère d'Antonio (après la mort de son mari) ont fait fortune dans le commerce de la soie, dont Messine est l'un des centres. Antonio attire l'attention dès sa jeunesse en raison de son esprit alerte, de ses intérêts intellectuels et de son amour de l'art, en particulier de la peinture. Ceux-ci sont encouragés par de longues visites à son frère Flavio, qui est abbé de San Bartolomeo à Sinopoli, mais qui s'occupe également des affaires familiales à Naples et possède lui-même une collection d'art. Antonio découvre l'importante collection du marchand flamand Gaspar Roomer probablement à Naples.
Le 6 juillet 1641, il épouse une riche parente de sa mère, Alfonsina Gotho, baronnesse della Floresta. Leur premier enfant Placido nait en 1646.  Bien qu'Antonio, en tant que dernier-né de la famille, ne bénéficie initialement pas des conditions de départ les plus favorables, il réussit à se distinguer par son intelligence, ses compétences commerciales et politiques. Comme ses parents, il est actif dans le commerce de la soie, entre autres, mais fait également le commerce d'autres produits comme le blé et la neige (sic !). Il travaille comme fondé de pouvoir pour Giovan Battista Raggi, un important représentant de la communauté d'affaires génoise, qui est lui-même liée à la monarchie de Habsbourg.
En 1645, il devient sénateur de Messine et entreprend la construction d'un palais familial sur la Strada Emmanuella, qui est achevé dès 1646 et intégré dans la célèbre « Palazzata » de Messine. Antonio Ruffo y vit avec sa famille et sa mère Antonia. Dans son palais, il reçoit Juan José d'Autriche en 1650-1651, alors que ce dernier est vice-roi de Sicile.
Lors du révolte anti-espagnole de Messine, Don Antonio Ruffo s'enfuit en Calabre et ne revient à Messine qu'en 1678, après la révolte, où il meurt la même année.

## La Collection Ruffo

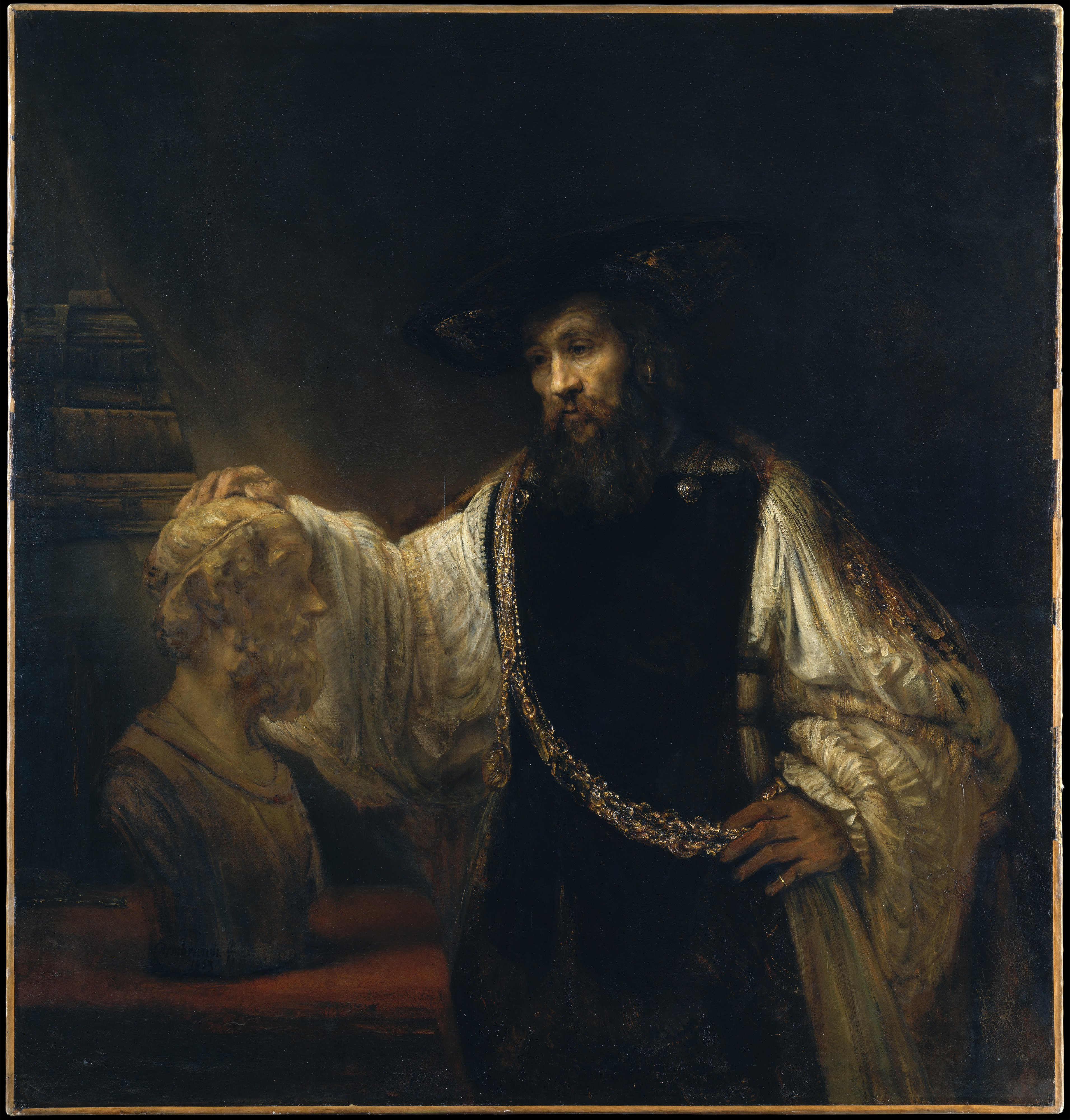
Rembrandt, Aristote contemplant le buste d'Homère, 1653 (Metropolitan Museum, New York). Le tableau appartenait à l'origine à la collection de Don Antonio Ruffo.

Don Antonio décore le Palazzo Ruffo avec de beaux meubles, de l'argenterie, des tissus et des tapisseries, mais surtout, il investit sa fortune dans une collection de peintures qui est l'une des plus importantes de son temps et qui se compose d'œuvres d'artistes italiens, mais aussi d'œuvres notoires de la peinture nord-européenne. Il reçoit aussi d'Amsterdam des diamants et des pièces d'argenterie en grande quantité
Il est en contact personnel avec de nombreux artistes. Ses 182 lettres écrites de 1646 à 1673, publiées par son descendant Vincenzo Ruffo au XXe siècle, sont parmi les plus importants documents historiques et de l'histoire de l'art de l'époque. Roberto Longhi (1918) définit le travail de Vincenzo Ruffo sur la collection de Don Antonio comme « la plus importante étude d'archives (...) sur l'histoire du grand Seicento, après celle de Bertolotti » (« lo studio archivistico più importante [... ] per la storia del grande Seicento, dopo quello del Bertolotti »).
Avec l'aide d'un vaste réseau de relations familiales et professionnelles, Don Antonio Ruffo a pu acquérir des peintures des artistes les plus importants de son temps, notamment Titien, Antoine van Dyck, Rembrandt, Jacob Jordaens, Guido Reni, Le Guerchin, José de Ribera (lo Spagnoletto), Mattia Preti, Artemisia Gentileschi, Nicolas Poussin, Pierre de Cortone, Pietro Novelli, Salvator Rosa, Albrecht Dürer, Polidoro da Caravaggio, Alonzo Rodriguez, Abraham Brueghel, Abraham Casembroth, Paul Bril.
Ruffo est associé à Rembrandt entre 1652 et 1663, dont il acquiert, en plus des eaux-fortes, trois tableaux : Aristote contemplant le buste d'Homère (1653, Metropolitan Museum of Art, New York) et plus tard Alexandre le Grand (1662), perdu dans un incendie, ainsi que Homère (1662-1663, Mauritshuis, La Haye). Ce dernier tableau, comme le style tardif de Rembrandt en général, ne lui plait pas ; il le renvoie pour que le peintre puisse le « finir ». Le tableau entre toutefois dans la Collection Ruffo en 1664. Les trois tableaux font partie de la centaine d'œuvres qu'Antonio Ruffo sélectionne pour être transmise en ligne directe, de génération en génération4.
Au cours des années soixante, Ruffo fait peindre par divers artistes italiens d'aitres portraits à mi-corps correspondant à ceux de Rembrandt. Il demande au Guerchin de réaliser un pendant de l'Aristote, Le Cosmographe. Abraham Brueghel est son hôte pendant deux ans, probablement dans la première moitié des années 1660.
En 1664, Ruffo acquiert huit tapisseries représentant la Vie d'Achille, d'après des modèles de Rubens et probablement aussi de Jacob Jordaens, destinées à rester dans la famille, en passant à chaque fois à l'héritier principal.
Dans les cas où un tableau était endommagé pendant le transport, Ruffo le faisait restaurer ou retravailler par son « artiste résident » Agostino Scilla ; il a probablement aussi pris conseil auprès de Scilla pour ses achats d'œuvres d'art.
La collection reste intacte jusqu'au grand tremblement de terre de 1783.